# KSZO Ostrowiec Świętokrzyski (piłka siatkowa)

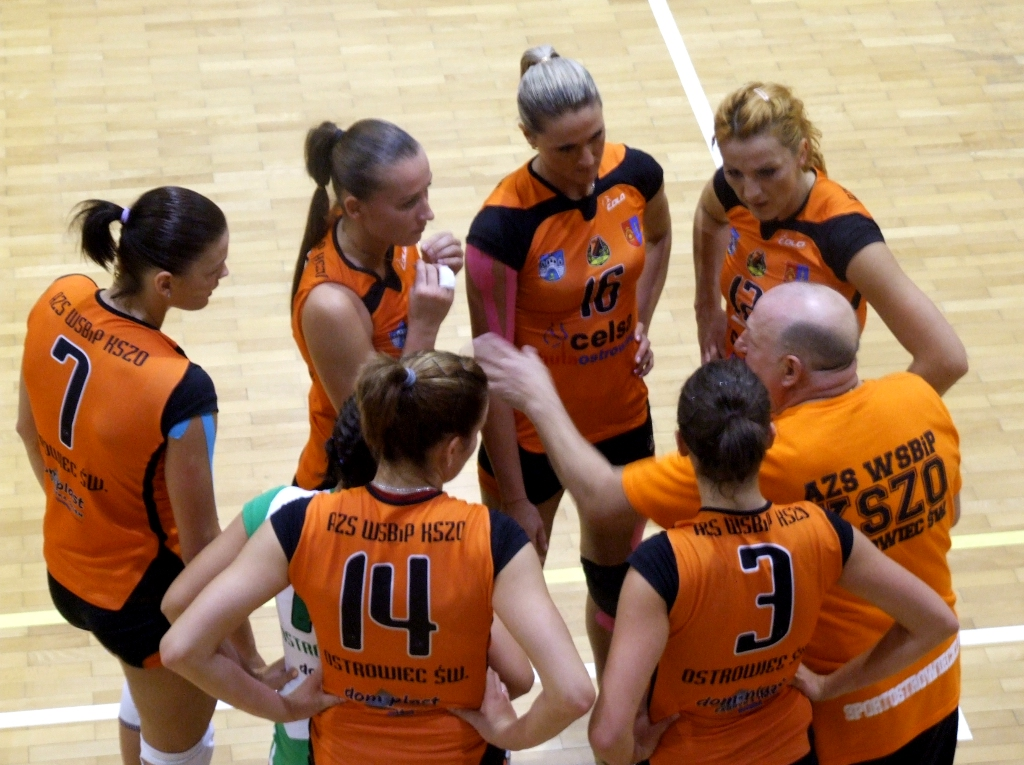
Siatkarki AZS WSBiP KSZO Ostrowiec Świętokrzyski w trakcie przerwy technicznej

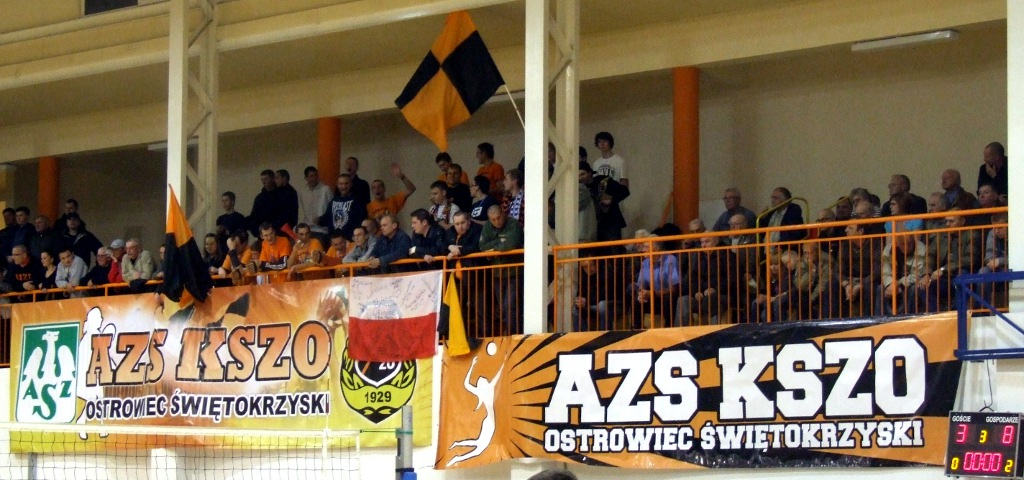
Kibice AZS WSBiP KSZO Ostrowiec Świętokrzyski

KSZO Ostrowiec Świętokrzyski – polski kobiecy klub siatkarski z Ostrowca Świętokrzyskiego.

## Historia

### Pod sztandarem WSBiP
W 1999 roku Marek Karabin tworzy na bazie juniorskiego klubu UMKS Ostrowia profesjonalny zespół seniorski przy Wyższej Szkole Biznesu i Przedsiębiorczości w Ostrowcu Świętokrzyskim. Nowa drużyna otrzymuję nazwę Klub Piłki Siatkowej Wyższej Szkoły Biznesu i Przedsiębiorczości Ostrowiec Świętokrzyski. Szkoleniowcem zespołu został, doświadczony ostrowiecki trener, Andrzej Zborowski. Klub rozpoczyna rozgrywki w III lidze piłki siatkowej kobiet w sezonie 1999/2000. Rozgrywki kończy zdobyciem mistrzostwa województwa świętokrzyskiego uprawniającym do gry w barażach o wejście do II ligi. Baraże kończą się porażką, więc w kolejnym sezonie (2000/2001) zespół znów walczy na parkietach III ligi świętokrzyskiej. W trakcie sezonu dochodzi do zmiany trenera, stanowisko to obejmuje Mariusz Rokita, były podopieczny Andrzeja Zborowskiego. Akademiczki ponownie zdobywają mistrzostwo województwa i stają przed szansą na awans do wyższej klasy rozgrywkowej. Awans zdobywają na turnieju finałowym rozgrywanym w Bielsku-Białej. W sezonie 2001/2002 już w II lidze klub, wzmocniony m.in. przez Katarzynę Mróz, zajął 3. miejsce w tabeli. Przed sezonem 2002/2003 do drużyny dołącza Agata Mróz, która, po znakomitych występach w ostrowieckim zespole, została powołana do reprezentacji Polski. Ostatecznie ostrowczanki zdobywają 2. miejsce w rozgrywkach, co jednak nie dało awansu do I ligi "B". Na początku sezonu 2003/2004 na stanowisko trenera powraca Andrzej Zborowski. Drużyna znów plasuje się w czołówce (3. miejsce), ale nie może awansować do wyższej klasy rozgrywkowej. Jednak przed sezonem 2004/2005 z rozgrywek I ligi "B" wycofuje się Sparta Złotów i opuszczone przez nią miejsce wykupuje AZS WSBiP. W debiutanckim sezonie akademiczki zajmują 8. miejsce, ale z powodu zadłużenia, dalsze funkcjonowanie klubu staje pod znakiem zapytania, a prezes Marek Karabin ustępuje ze swojego stanowiska.

### Era AZS KSZO

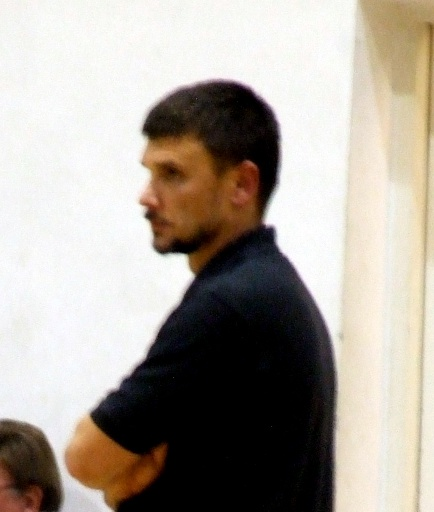
Trener Jarosław Bodys

Na krótko funkcję prezesa przejmuje Janusz Bieniek, a jego następcą zostaje Zbigniew Stańczak, prezes Klubu Sportowego KSZO. Drużyna siatkarska zostaje włączona w struktury pomarańczowo-czarnych zaledwie na parę dni przed rozpoczęciem sezonu 2005/2006. Nowym szkoleniowcem zostaje Jarosław Bodys, który ściąga na Świętokrzyską m.in. Renatę Gil, byłą reprezentantkę Polski. Ostrowczanki, mimo dużych ubytków kadrowych spowodowanych zawirowaniami przed rozpoczęciem sezonu, zajmują bezpieczne 9. miejsce w tabeli I ligi. Po tym sezonie karierę kończy Renata Gil i klub ma problem ze znalezieniem na jej miejsce wartościowej rozgrywającej, zatrudniając w końcu, pierwszą w historii AZS KSZO siatkarkę spoza Polski, 37-letnią Ukrainkę Nataliyę Kostyanyk. Ponadto skład zostaje uzupełniony o Katarzynę Walawender i Joanna Bednarek. Po dobrym sezonie akademiczki awansują do fazy play-off, ostatecznie zajmując 6. miejsce w klasyfikacji końcowej. W sezonie 2007/2008 klub zostaje wzmocniony Agnieszką Sojką, Dominiką Żółtańską, Anną Gawron, Natalią Wardzińską i Katarzyną Żalińską. Na zakończenie rozgrywek akademiczki z Ostrowca znów plasują się w środku tabeli, tym razem na miejscu 7.

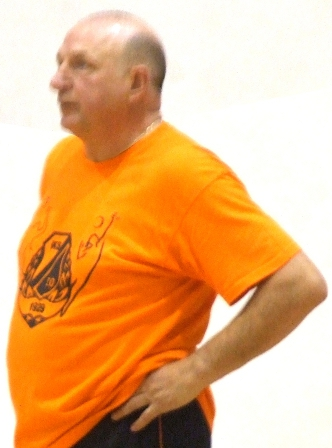
Trener Roman Murdza

 Sezon 2008/2009 – Ten sezon stał pod znakiem częstych zmian na stanowisku szkoleniowca AZS KSZO. Tuż po zakończeniu poprzednich rozgrywek zarząd klubu zrezygnował z usług Jarosława Bodysa, zatrudniając na jego miejsce Bogdana Dudka, 58-letniego trenera MKS Łańcut. Jednak pełnił on swoją funkcję tylko niecały miesiąc, został zwolniony, gdyż mając podpisany kontrakt z AZS KSZO, pertraktował nowy kontrakt ze swoim macierzystym klubem. Do rozgrywek drużyna przystąpiła pod wodzą Krzysztofa Leszczyńskiego, jednakże bardzo słabe wyniki zadecydowały o jego zwolnieniu i zatrudnieniu utytułowanego Romana Murdzy. Ostatni mecz rundy zasadniczej był jednocześnie 400. oficjalnym meczem klubu i 125. w I lidze. O utrzymanie na zapleczu PlusLigi Kobiet ostrowczanki musiały walczyć w barażach. W pierwszej rundzie wyeliminowały AZS AWF Poznań i awansowały do turnieju barażowego, o którego rozegraniu w Ostrowcu zdecydowało losowanie w siedzibie PZPS. Gospodynie zwyciężyły w turnieju, pozostawiając w polu pokonanych zespoły Budowlanych Toruń, Legionovii Legionowo i Szóstki Biłgoraj.
Kadra AZS KSZO: Katarzyna Żalińska, Alicja Leszczyńska, Natalia Wardzińska, Ksenia Maj, Martyna Wyszomierska, Agnieszka Seta, Karolina Pawłowska, Ewelina Świerszcz, Angelika Mojżyszek, Emilia Sekutowska, Iwona Kosiorowska, Małgorzata Soja, Magdalena Wiatrowska, Aleksandra Król.
 Sezon 2009/2010 – Zarządowi udało się zatrzymać w klubie trenera Murdzę, który podjął się budowy solidnej drużyny. Zapowiedzią udanego sezonu był bardzo dobry start w 12. Akademickich Mistrzostwach Polski w grach zespołowych, w których ostrowczanki zdobyły wicemistrzostwo Polski, przegrywając jedynie z zespołem PlusLigi AZS-em Białystok. W pierwszej rundzie sezonu zasadniczego akademiczki przegrały tylko dwa mecze, oba z zespołami, które ostatecznie awansowały do PlusLigi, Treflem Sopot i TPS Rumia. Szczególnie dramatyczny przebieg miał mecz w Sopocie, w którym ostrowiecki AZS przegrał 13:15 w tie-breaku. W drugiej rundzie zespół KSZO znów minimalnie przegrał z siatkarkami Trefla (2:3), pokonując za to 3:1 zawodniczki z Rumi. W parze z dobrymi wynikami sportowymi nie szły wyniki finansowe, gdyż z powodu kryzysu gospodarczego, szczególnie odczuwanego w Ostrowcu, zespół siatkarski stracił dwóch głównych sponsorów, a Celsa Huta Ostrowiec planowała obciąć fundusze. Niestabilna sytuacja finansowa była jednym z powodów, że w tej rundzie nie udało się uniknąć wpadek z niżej notowanymi rywalkami, jednakże pomarańczowo-czarne ostatecznie zajęły trzecie miejsce w tabeli i na dwie kolejki przed końcem sezonu zasadniczego zapewniły sobie awans do play-off. W tej fazie rozgrywek ostrowczankom przyszło zmierzyć się z zespołem TPS Rumia. W rywalizacji do trzech zwycięstw akademiczkom udało się wygrać tylko raz. Po zajęciu najlepszego w historii występów klubu w I lidze trzeciego miejsca prezes Składanowski zapowiedział, że celem na kolejny sezon jest walka o awans, by w nowej hali sportowo-widowiskowej KSZO odbywały się mecze najwyższego szczebla rozgrywek.
Kadra AZS KSZO: Katarzyna Brojek, Justyna Łunkiewicz, Natalia Wardzińska, Ksenia Mazur, Martyna Wyszomierska, Agnieszka Seta, Anna Związek, Ewelina Świerszcz, Iwona Kosiorowska, Małgorzata Soja, Magdalena Wiatrowska, Aleksandra Król.
 Sezon 2010/2011 – Po zapowiedziach prezesa Piotra Składanowskiego walki o awans, klub rozpoczął poszukiwania zawodniczek mających już doświadczenie w PlusLidze. Ostatecznie drużynę wzmocniły Natalia Staniucha, Sandra Cabańska, Słowaczka Miroslava Kijakova oraz dwie zawodniczki, które występowały już w pomarańczowo-czarnych barwach Anna Gawron i wychowanka Katarzyna Nadziałek. Ponadto dołączono do zespołu dwie juniorki Paulinę Biskup i Martę Tracz.
Jeszcze przed rozpoczęciem rozgrywek kilka zawodniczek narzekało na kontuzje czy choroby, taka sytuacja powtarzała się również w trakcie sezonu przez co trener Murdza miał duże trudności z wystawieniem optymalnego składu w poszczególnych meczach
W sierpniu ostrowczanki wzięły udział w Mistrzostwach Polski AZS, w których wywalczyły wicemistrzostwo Polski, przegrywając w finale 3:2 z AZS-em Białystok. Najlepiej punktującą zawodniczką mistrzostw została Aleksandra Król, a najlepiej przyjmującą wybrano Miroslavę Kijakovą<. Jednakże sezon zasadniczy nie był już aż tak udany. Zwycięstwa, niektóre spektakularne (jak pokonanie najlepszej drużyny tego sezonu – PTPS-u Piła na jej własnym parkiecie) przeplatały się z porażkami, często ze znacznie niżej sklasyfikowanymi zespołami. Ostrowczanki z dorobkiem 32 punktów uplasowały się na piątym miejscu w rundzie zasadniczej i w pierwszej rundzie play-off spotkały się z Silesią Volley. Dwa pierwsze mecze na boisku rywalek zakończyły się porażkami, podobnie jak trzeci mecz rozgrywany w Ostrowcu, pierwszy raz w nowej hali przy specjalnie przygotowanej przez kibiców KSZO oprawie. Tym samym akademiczki przegrały całą rywalizację 0-3, co oznaczało rywalizację w turnieju o miejsca 5-8. W turnieju tym, rozgrywanym w Policach, oprócz siatkarek AZS WSBiP KSZO rywalizowały zespoły Chemika Police, PLKS-u Pszczyna i Gedanii Żukowo. Pomarańczowo-czarne wygrały zawody odnosząc same zwycięstwa i ostatecznie zajmując 5. miejsce na zakończenie sezonu.
Kadra AZS KSZO: Katarzyna Brojek, Sandra Cabańska, Natalia Staniucha, Katarzyna Nadziałek, Martyna Wyszomierska, Agnieszka Seta, Anna Związek, Marta Tracz, Paulina Biskup, Miroslava Kijaková, Iwona Kosiorowska, Małgorzata Soja, Anna Gawron, Aleksandra Król.
 Sezon 2011/2012 – Przed sezonem doszło do sporych zmian kadrowych. Drużynę opuściło dziewięć siatkarek: Miroslava Kijaková i Sandra Cabańska, która odeszły do Jadaru AZS Politechniki Radomskiej; Anna Związek i Natalia Wardzińska przeniosły się do Jedynki Aleksandrów Łódzki; Agnieszka Seta, która zasiliła PSPS Chemik Police. Z zespołu odeszły także: Katarzyna Nadziałek, Natalia Staniucha, Martyna Wyszomierska i Anna Gawron, które przeniosły się kolejno do Karpat Krosno, PLKS Pszczyny, Szóstki Biłgoraj. Do drużyny powróciła po rocznej przygodzie z Politechniką Radomską Ksenia Mazur. Z Szóstki Biłgoraj przyszła Sylwia Chmiel. Ponadto z SMS PZPS Sosnowiec przybyła Dominika Nowakowska. Kolejnymi nowymi nabytkami były: Laura Tomsia (ostatnio Gedania Żukowo, Alena Biernatowicz (Minczanka Mińsk), Ewelina Świerszcz i Paula Słonecka (obie Tomasovia Tomaszów Lubelski), Katarzyna Lisiecka (Silesia Volley) oraz Marina Winogradowa (Sisli Sport Club Stambuł). Do zespołu zostały dołączone wychowanki miejscowej MUKS Jedynki – Monika Bem oraz Alicja Stefańska

We wrześniu ostrowczanki wzięły udział w Akademickich Mistrzostwach Polski w grach zespołowych. Turniej odbywał się w Gorzowie Wielkopolskim. W pierwszym dniu turnieju AZS KSZO pokonał późniejsze wicemistrzynie Eliteski Skawę UE Kraków oraz AZS AWF UKSW Warszawa. W następnym dniu pokonały AZS Politechnikę Śląską Gliwice oraz uległy późniejszym mistrzyniom – AZS-owi Białystok. Ostatecznie zajęły trzecie miejsce. Statuetka najlepszej atakującej przypadła zawodniczce AZS KSZO – Sylwii Chmiel.

W dniach 16-17 września w Mysłowicach i w Chorzowie ostrowczanki wzięły udział drugim turniej Silesia Cup. Trafiły do grupy A, w której to uległy późniejszemu triumfatorowi PLKS-owi Pszczyna, Slavii Praga. Na swoim koncie zanotowały jedno zwycięstwo – z Silesią Volley II. Ostatecznie musiały walczyć o miejsce 5. W meczu, w którym stawką było to miejsce uległy gospodyniom – Silesii Volley I.

Podczas sezonu ligowego forma zawodniczek falowała. Potrafiły powalczyć o zwycięstwo z faworytami, lecz również niepotrzebnie gubily punkty podczas meczów z teoretycznie słabszymi zespołami. Podczas sezonu doszło do zmiany trenera. Dotychczasowego Romana Murdzę zastąpił Dariusz Daszkiewicz. Ostrowczanki nie awansowały do rundy play-off. W tabeli po rundzie zasadniczej zajmowały ósme miejsce i takie zajęły na koniec sezonu, gdyż zmieniła się formuła awansu do play-off. Tylko cztery najlepsze zespoły awansowały dalej.
Kadra AZS KSZO: Katarzyna Brojek, Paula Słonecka, Dominika Nowakowska, Ksenia Mazur, Katarzyna Lisiecka, Marina Winogradowa, Alicja Stefańska, Alena Biernatowicz, Ewelina Świerszcz, Laura Tomsia, Iwona Kosiorowska, Małgorzata Soja, Sylwia Chmiel, Aleksandra Król.
 Sezon 2012/2013 – Siatkarki AZS WSBiP KSZO Ostrowiec Świętokrzyski pod wodzą nowego szkoleniowca, Dariusza Parkitnego, z bilansem czternastu zwycięstw i ośmiu porażek, wywalczyły czwarte miejsce w sezonie zasadniczym. Ostrowczanki szczególnie dobrze spisywały się w drugiej części sezonu notując passę sześciu kolejnych zwycięstw.

W ćwierćfinale fazy play-off o awans do ORLEN Ligi pokonały 3-0 (3:0, 3:1, 3:1) piątą drużynę rozgrywek Silesię Volley. W półfinale trafiły na zwyciężczynie rundy zasadniczej, siatkarki Jedynki Aleksandrów Łódzki, z którymi przegrały 0-3 (1:3, 0:3, 1:3) i ostatecznie zajęły czwartą pozycję w klasyfikacji końcowej sezonu.
Kadra AZS KSZO: Katarzyna Brojek, Gabriela Buławczyk, Natalia Piekarczyk, Agata Węgiełek, Marta Szafraniak, Dorota Dydak, Alicja Stefańska, Agnieszka Starzyk-Bonach, Ewelina Świerszcz, Iwona Kosiorowska, Małgorzata Soja, Małgorzata Ślęzak.
 Sezon 2013/2014 – Drużyna ostrowieckiego KSZO dokonała historycznego osiągnięcia wygrywając wszystkie mecze sezonu zasadniczego oraz fazy play-off (łącznie 24 zwycięstwa z rzędu) i awansowała do najwyższej klasy rozgrywkowej w Polsce.

Już w trakcie przygotowań do sezonu drużyna prezentowała wysoką formę, co potwierdziła zwyciężając w X Polsko-Ukraińskim Festiwalu Siatkówki Akademickiej w maju 2013 roku, Turnieju Piłki Siatkowej Kobiet o Puchar Prezydenta Miasta Ostrowca Świętokrzyskiego we wrześniu oraz w Silesia Cup 2013 również we wrześniu 2013 roku.

Pomarańczowo-czarne rozpoczęły rundę zasadniczą od dwóch wyjazdowych zwycięstw w Sosnowcu i Mysłowicach. Pierwszy mecz we własnej hali rozgrywały w 3. kolejce, w której pokonały Wisłę Kraków 3:0. W 7. kolejce doszło do spotkania dwóch niepokonanych dotąd drużyn, AZS KSZO i KS DevelopRes Rzeszów. 1160 widzów zgromadzonych w hali KSZO przy ul. Świętokrzyskiej obejrzało pewne zwycięstwo akademiczek w stosunku 3:0 (25:18, 25:8, 25:20). Passa zwycięstw ostrowieckich siatkarek trwała przez całą rundę zasadniczą (18 meczów), co jest rekordem w tej klasie rozgrywek.

Również w fazie play-off klub z Ostrowca Świętokrzyskiego nie zaznał goryczy porażki. W półfinale akademiczki pokonały 3-0 (3:0, 3:2, 3:1) drużynę Budowlanych Toruń, a w finale również w stosunku 3-0 (3:0, 3:1, 3:2) zwyciężyły z zespołem PWSZ Karpaty MOSiR KHS Krosno.
Kadra AZS KSZO: Katarzyna Brojek, Natalia Piekarczyk, Dorota Dydak, Alicja Stefańska, Iwona Kosiorowska, Małgorzata Soja, Małgorzata Ślęzak, Magdalena Soter, Kamila Ganszczyk, Barbara Bawoł, Ewelina Tobiasz, Kinga Hatala.

### KSZO Ostrowiec SA
1 lipca 2014 roku podpisano akt notarialny powołujący spółkę akcyjną KSZO Ostrowiec SA. Zostało to podyktowane wymogami regulaminowymi ORLEN Ligi, do której siatkarki KSZO awansowały po wygraniu wszystkich meczów w poprzednim sezonie.
Prezesem spółki została wieloletnia kapitan zespołu Iwona Kosiorowska, która po wywalczeniu awansu zakończyła karierę siatkarską. Jarosław Kuba został odpowiedzialny za marketing i sprzedaż praw reklamowych, Piotr Składanowski zajął się sprawami organizacyjnymi, a Mariusz Rokita sportowymi.

#### Sezon 2014/2015

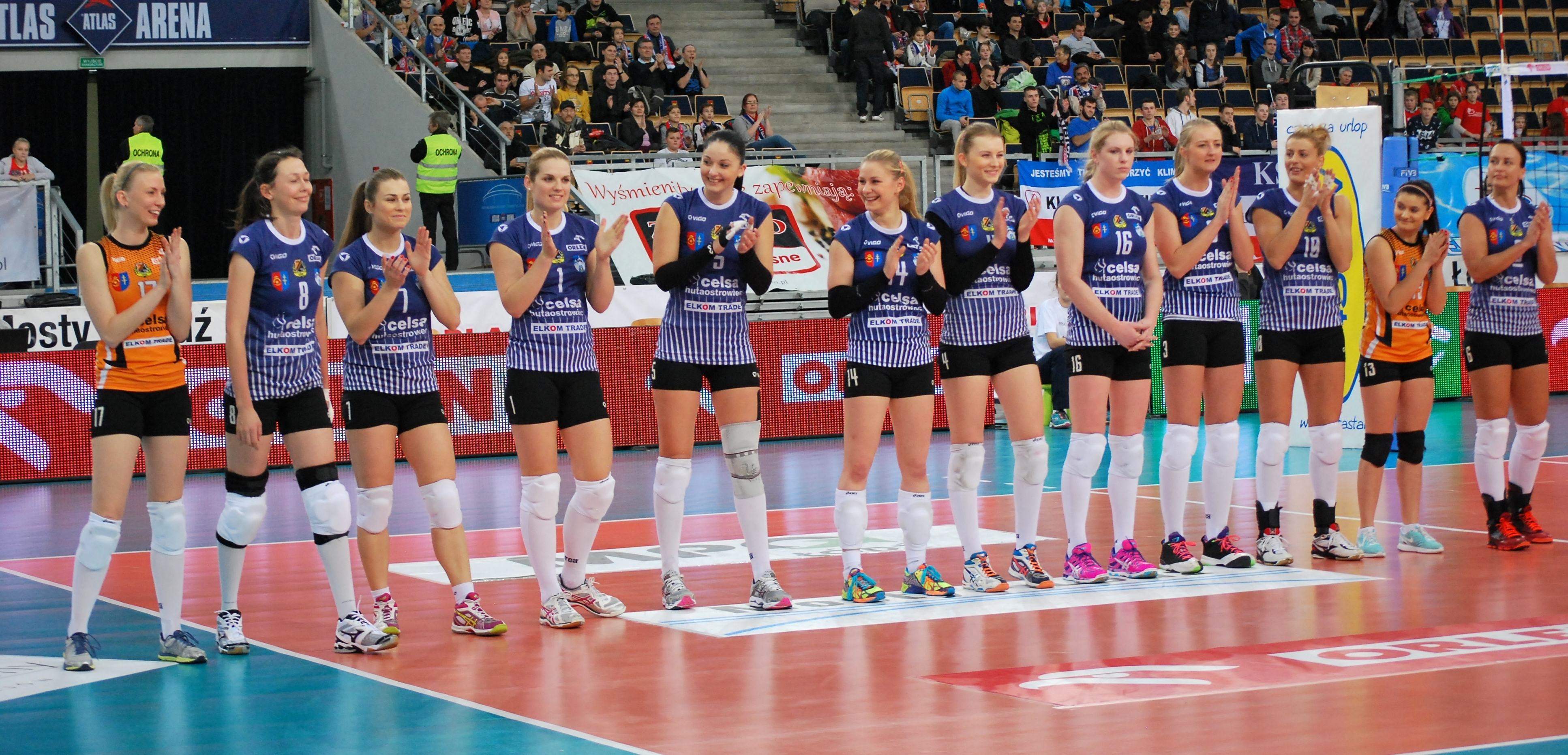
Skład KSZO w sezonie 2014/2015

KSZO Ostrowiec Św. zadebiutował w Orlen Lidze 5 października 2014 w spotkaniu z jednym z faworytów do zdobycia mistrzostwa Polski, PGE Atomem Treflem Sopot. Pierwszy set był bardzo zacięty i choć ostrowczanki długo prowadziły to przegrały go dopiero na przewagi 26:28. W drugim secie wynik znów ważył się do końca i po udanym finiszu sopocianki zwyciężyły do 22. Również trzeci set zakończył się zwycięstwem drużyny przyjezdnej, tym razem do 17. MVP meczu została wybrana Magdalena Damaske, natomiast najwięcej punktów, 16, zdobyła reprezentantka KSZO, Joanna Kuligowska.
Ostrowczanki pierwszego seta w Orlen Lidze wygrały już w drugiej kolejce w meczu przeciw Tauron Banimex MKS Dąbrowa Górnicza. Jednakże całe spotkanie zakończyło się zwycięstwem 3-1 drużyny z Dąbrowy Górniczej.
Pierwszy punkt pomarańczowo-czarne wywalczyły w piątej kolejce w spotkaniu z Budowlanymi Łódź. Mecz był bardzo zacięty, trzy z pięciu rozegranych setów zakończyło się na przewagi. Aż 27 punktów zdobyła atakująca KSZO Katarzyna Brojek.
Pierwsze zwycięstwo reprezentantki KSZO odniosły 10 listopada 2014 roku. W spotkaniu zamykającym 6. kolejkę, które było transmitowane przez Polsat Sport ostrowczanki pokonały SKBank Legionovię Legionowo 3-1 (25:20, 25:14, 18:25, 25:19). MVP spotkania została wybrana rozgrywająca KSZO Marta Wójcik. Znów błyszczała Katarzyna Brojek zdobywczyni 21 punktów. Również Barbara Bawoł wniosła duży wkład w historyczne zwycięstwo drużyny z Ostrowca Świętokrzyskiego.
W kolejnej kolejce ostrowczanki odniosły swoje pierwsze wyjazdowe zwycięstwo. Dokonały tego 15 listopada 2014 roku w Pile pokonując 3-1 miejscową PGNiG Naftę. MVP została wybrana Marta Wójcik.
W pierwszej rundzie siatkarki KSZO wygrały jeszcze tylko raz pokonując KS Pałac Bydgoszcz 3-0 w 9 kolejce spotkań. Najbardziej wartościową zawodniczką po raz kolejny została doświadczona Marta Wójcik.
Drugą rundę pomarańczowo-czarne rozpoczęły od czterech porażek z rzędu z wyżej notowanymi drużynami z Sopotu, Bielska-Białej, Muszyny i Łodzi. Aby kolejne cztery mecze wygrać z SK Bank Legionovią, PGNiG Naftą Piła, KS Developres Rzeszów i KS Pałacem Bydgoszcz. Dzięki tej passie zwycięstw ostrowczanki znalazły się na ósmym miejscu w tabeli premiowanym awansem do fazy play-off. Jednak po porażkach w dwóch ostatnich kolejkach z drużynami z czołówki Chemikiem Police i Impelem Wrocław, przegrały walkę o ćwierćfinały z zespołem z Legionowa. Pomarańczowo-czarne uzyskały tyle samo punktów co Legionovia, nawet miały o jedno zwycięstwo więcej, ale gorszy bilans setów.
Do meczów o rozstawienie 9-12 siatkarki KSZO przystąpiły z 9. miejsca. W pierwszej rundzie wstępnej niespodziewanie uległy w dwumeczu z KS Pałacem Bydgoszcz po przegraniu złotego seta. Natomiast w drugiej rundzie wstępnej wygrały z PGNiG Naftą Piła. W meczach o miejsca 5-12 trafiły na silny zespół z Dąbrowy Górniczej. Przegrana w tej rywalizacji sprawiła, że w meczach o miejsca 9-12 zmierzyły się ponownie na KS Pałacem Bydgoszcz, tym razem zwyciężając w złotym secie. W ostatniej rywalizacji odniosły zwycięstwo nad siatkarkami z Piły ostatecznie zajmując w swoim debiutanckim sezonie w ORLEN Lidze 9. miejsce.
Najlepszymi zawodniczkami KSZO w poszczególnych kategoriach były:
- Najczęściej atakująca zawodniczka:

Katarzyna Brojek (846 ataków, 8. miejsce w lidze)
- Najczęściej blokująca zawodniczka:

Kamila Ganszczyk (129 bloków, 1. miejsce w lidze)
- Najlepiej rozgrywająca:

Marta Wójcik (27.97% dokładnych piłek, 11. miejsce w lidze)
- Najlepiej zagrywająca zawodniczka:

Kamila Ganszczyk (36 asów, 6. miejsce w lidze)
- Najczęściej punktująca zawodniczka:

Katarzyna Brojek (269 ataków skończonych, 13. miejsce w lidze)
- Najlepiej przyjmująca zawodniczka:

Joanna Kuligowska (28.49% perfekcyjnego przyjęcia, 12. miejsce w lidze)
Kadra KSZO: Katarzyna Brojek, Barbara Bawoł, Joanna Kuligowska, Klaudia Grzelak, Ralitsa Vasileva, Kamila Ganszczyk, Aneta Duda, Marta Wójcik, Ewelina Tobiasz, Sophie Godfrey, Małgorzata Ścibisz, Dominika Nowakowska, Alicja Stefańska

#### Sezon 2015/2016

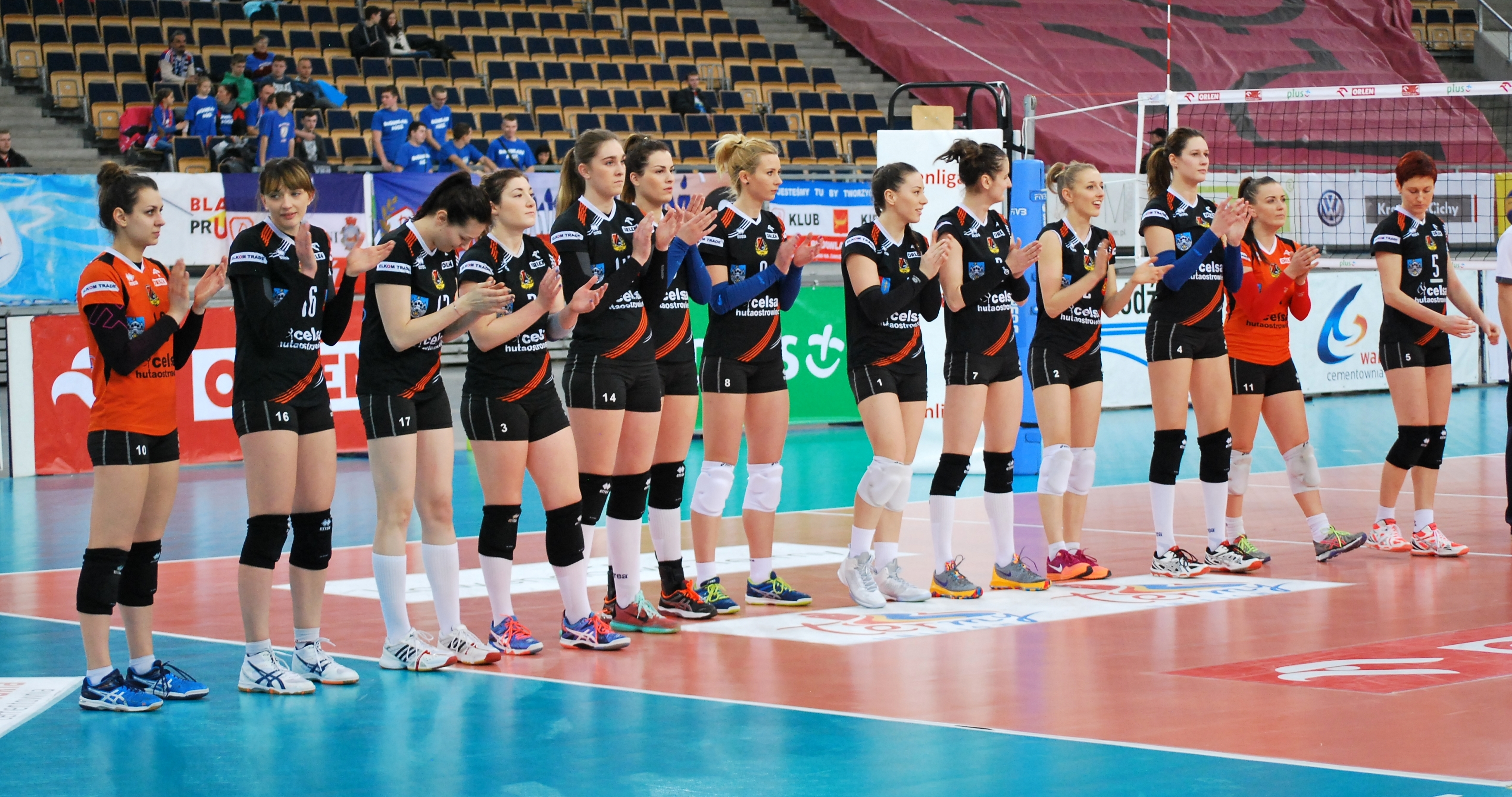
Skład KSZO w sezonie 2015/2016

Już pod koniec sezonu 2014/2015 klub przeżywał ogromne trudności finansowe i kadrowe, co stawiało pod znakiem zapytania możliwość kontynuacji startów w nowym sezonie Orlen Ligi. Drużyna jednak przystąpiła do rozgrywek, ale w zupełnie odmienionym składzie – żadna z zawodniczek, które w poprzednim sezonie wywalczyły 9. miejsce nie została w Ostrowcu Świętokrzyskim. Nowy skład okazał się dużo słabszy, co szybko pokazały rozgrywki – w pierwszej rundzie zawodniczki pomarańczowo-czarnych nie wywalczyły ani jednego zwycięstwa. W rundzie rewanżowej ostrowczanki radziły sobie nieco lepiej odnosząc dwa zwycięstwa nad Legionovią Legionowo i Pałacem Bydgoszcz. Jednakże było to za mało, aby opuścić ostatnie miejsce w tabeli po rundzie zasadniczej (pomarańczowo-czarne zgromadziły w sumie 9 punktów).
W fazie pucharowej najpierw trafiły na zespół z Legionowa, z którym wygrały pierwszy mecz w Ostrowcu Świętokrzyskim, ale w dwóch kolejnych na wyjeździe uległy przeciwniczkom. Przegrywając tę rywalizację stanęły do boju o 11. miejsce z drużyną KS Developres Rzeszów. Podobnie jak uprzednio, zawodniczki KSZO wygrały pierwszy mecz we własnej hali, ale przegrały oba mecze w Rzeszowie, drugi po zaciętych pięciu setach.
Ostatecznie zespół zajął ostatnie 12. miejsce w tabeli, co w dużej mierze było spowodowane olbrzymimi problemami finansowymi i wynikającą z nich rewolucją kadrową.
Kadra KSZO: Roksana Brzóska, Beata Mielczarek, Ewelina Polak, Karolina Bednarek, Dorota Ściurka, Paulina Szpak, Kinga Dybek, Alicja Wójcik, Anna Korabiec, Angelika Bulbak, Julia Piotrowska, Sandra Szczygioł, Zuzanna Pieczka

#### Sezon 2016/2017
Dzięki reformie w ORLEN Lidze ostrowczanki utrzymały się. Z KSZO odeszło wiele zawodniczek między innymi Karolina Bednarek, Kinga Dybek, Alicja Wójcik, Anna Korabiec, Angelika Bulbak, Sandra Szczygioł i Zuzanna Pieczka. Natomiast do KSZO trafiły  Wolha Paulukouska, Delicia Pierre, Sava Thaka, Zuzanna Czyżnielewska, Joanna Kapturska, Paulina Stroiwąs, Kamila Colik, Magdalena Soter, Katarzyna Szałankiewicz i Aleksandra Jocić.
Podobnie jak w poprzednich sezonach KSZO  miał duże kłopoty finansowe. Zespół z Ostrowca Świętokrzyskiego rozpoczął nieudanie od przegranego meczu z Impelem Wrocław 0:3. Pierwszy mecz wygrały dopiero w czwartej kolejce z zespołem z Muszyny. Najlepszą zawodniczką tego meczu była Joanna Kapturska. W dziesiątek kolejce ostrowczanki niespodziewanie pokonały na wyjeździe 3:0 siatkarki Trefla Sopot. Na koniec fazy zasadniczej KSZO miał 23 punkty i jedynie wyprzedził Legionovię. Z tą właśnie drużyna ostrowczanki walczyły o 13. miejsce. Pierwszy mecz w Legionowie KSZO przegrał 1:3. Drugi mecz gospodynie zwyciężyły 3:0, ale w złotym secie pomarańczowo-czarne przegrały z Legionowią ostatecznie zajmując ostatnie miejsce w tabeli. Klubowi z Ostrowca Świętokrzyskiego pozostało tylko walczyć z Wisłą Warszawa o utrzymanie. Pierwszy mecz KSZO grał u siebie i wygrał 3:0. W drugim meczu to zespół z Warszawy był lepszy wygrywając 3:2. Trzeci i czwarty mecz KSZO rozgrywał na wyjeździe w Warszawie. Oba mecze wygrały ostrowczanki i ostatecznie utrzymały się w Orlen Lidze.
Kadra KSZO: Roksana Brzóska, Kamila Colik, Ewelina Polak, Paulina Stroiwąs, Dorota Ściurka, Joanna Kapturska,  Paulina Szpak, Magdalena Soter, Delicia Pierre, Wolha Paulukouska, Zuzanna Czyżnielewska, Sava Thaka, Julia Piotrowska, Katarzyna Szałankiewicz, Aleksandra Jocić, Zuzanna Urbańska.

#### Sezon 2017/2018
Po wygranych barażach klub z Ostrowca Świętokrzyskiego przeżył ogromny kryzys. Z klubu odszedł  trener Dariusz Parkitny, jak również prawie wszystkie zawodniczki. Zostały jedynie Wolha Paulukouska, Paulina Stroiwąs, Magdalena Soter i Katarzyna Szałankiewicz. Z funkcją prezesa zrezygnował Tomasz Półgrabski.
Nowym prezesem został były siatkarz pochodzący z Ostrowca Grzegorz Szymański, natomiast nowym trenerem został były asystent reprezentacji Polski Adam Grabowski. Pierwotnie trening siatkarki KSZO miały rozpocząć 1 sierpnia, ale trener Grabowski miał do dyspozycji tylko cztery zawodniczki, które zostały z poprzedniego sezonu. Wreszcie do zespołu dołączyły Agnieszka Rabka, Katarzyna Bryda, Natalia Skrzypkowska, Justyna Sosnowska, Koleta Łyszkiewicz, Alicja Markiewicz na czele z największą gwiazdą, była reprezentantką Polski Anną Miros. Jednak kryzys nadal trwał i we wrześniu z funkcji prezesa zrezygnował Grzegorz Szymański, natomiast z drużyną przestała trenować Katarzyna Bryda, która przeszła do Bundesligi. Zawodniczki wciąż nie miały podpisanego kontraktów, nie było prezesa, strojów i zwiększyło się ryzyko, że klub w ogóle nie wystartuje w nowym sezonie Ligi Siatkówki Kobiet. W połowie września nowym prezesem został Mariusz Rokita. Dopiero przed samym początkiem sezonu zawodniczki podpisały kontrakty i pojawiły się nowe koszulki. Do zespołu dołączyły trzy nowe siatkarki Marta Biedziak, Nikola Chruściel i Joanna Ciesielczyk. Dwie ostatnie trafiły z Młodej Ligi. Pierwszy mecz ostrowczanki zagrały z Legionowią, który wygrały 3-1. Najskuteczniejszą zawodniczką tego spotkania w KSZO była Anna Miros, natomiast najlepszą zawodniczką tego spotkania została Agnieszka Rabka. W następnej kolejce  pomarańczowo-czarne rozegrały wyjazdowy mecz z BKS Profi Credit Bielsko-Biała. Przegrały mecz 2-3 (24:26, 25:13, 22:25, 25:20, 15:8). Najskuteczniejszą zawodniczką tego spotkania w KSZO ponownie była Anna Miros. W trzeciej kolejce siatkarskiej Ligi Siatkówki Kobiet ostrowczanki zmierzyły się z drużyną Budowlanych Łódź. Faworytem tego spotkania były łodzianki, które zwyciężyły 3-1. Ale to zawodniczki KSZO niepodziewanie wygrały pierwszego seta. Ten mecz oglądało około 1400 osób i była to rekordowa frekwencja. Najskuteczniejszą zawodniczką tego spotkania w KSZO była Anna Miros. W czwartej kolejce ostrowiecki zespół grał z KS Developres Rzeszów. Tym razem gospodynie pokonały faworyzowane siatkarki z Rzeszowa gładko 3-1 (25:21, 25:19, 20:25, 25:21). Była to ogromna sensacja w lidze. Najskuteczniejszą zawodniczką tego spotkania w KSZO była Anna Miros, a najlepszą w całym meczu Agnieszka Rabka. Na początku stycznia z klubu odeszła rozgrywająca, a zarazem kapitan zespołu, Agnieszka Rabka. Natomiast do klubu przyszły dwie nowe zawodniczki. Pierwsza z nich to atakująca Aleksandra Wańczyk, która trafiła do klubu na zasadzie wypożyczenia. Druga z nich to rozgrywająca Magdalena Gryka. Po fazie zasadniczej KSZO uplasował się na dziewiątym miejscu. W fazie play-off ostrowczanki mierzyły się z Impelem Wrocław. W pierwszym meczu KSZO wygrał 3-2. Najlepszą zawodniczką tego spotkania została Anna Miros. W drugim meczu Ostrowiec pewnie pokonał Impel 3-0 tym samym kończąc sezon na dziewiątym miejscu.
Najlepszymi zawodniczkami KSZO w poszczególnych kategoriach były:
- Ranking atakujących zawodniczka:

Anna Miros (303 ataków, 12. miejsce w lidze)
- Ranking blokujących zawodniczka:

Anna Miros (64 bloków, 16. miejsce w lidze)
- Ranking zagrywających zawodniczka:

Paulina Stroiwąs (35 asów, 4. miejsce w lidze)
- Ranking punktujących zawodniczka:

Anna Miros (393 ataków skończonych, 8. miejsce w lidze)
- Ranking przyjmujących zawodniczka:

Wolha Paulukouska (46,93% perfekcyjnego przyjęcia, 15. miejsce w lidze)
Kadra KSZO: Katarzyna Szałankiewicz, Justyna Wojtowicz, Marta Biedziak, Paulina Stroiwąs, Aleksandra Wańczyk, Anna Miros, Natalia Skrzypkowska, Magdalena Soter, Koleta Łyszkiewicz, Wolha Paulukouska, Nikola Chruściel, Magdalena Gryka, Joanna Ciesielczyk, Alicja Markiewicz, Agnieszka Rabka.

### Bilans sezon po sezonie
| Sezon                              | Miejsce | Meczów | Z-P   | Uwagi  |
| ---------------------------------- | ------- | ------ | ----- | ------ |
| 1999/2000 – III liga świętokrzyska | 1.      |        |       | baraże |
| 2000/2001 – III liga świętokrzyska | 1.      |        |       |        |
| 2001/2002 – II liga                | 3.      | 14     | 11-3  |        |
| 2002/2003 – II liga                | 2.      | 14     | 12-2  |        |
| 2002/2003 – II liga                | 3.      |        |       | [ 11 ] |
| 2004/2005 – I liga seria B         | 8.      | 26     | 12-14 |        |
| 2005/2006 – I liga                 | 9.      | 28     | 13-15 |        |
| 2006/2007 – I liga                 | 7.      | 24     | 13-11 |        |
| 2007/2008 – I liga                 | 7.      | 20     | 8-12  |        |
| 2008/2009 – I liga                 | 8.      | 20     | 7-13  |        |
| 2009/2010 – I liga                 | 3.      | 24     | 14-10 |        |
| 2010/2011 – I liga                 | 5.      | 26     | 14-12 |        |
| 2011/2012 – I liga                 | 8.      | 22     | 10-12 |        |
| 2012/2013 – I liga                 | 4.      | 22     | 14-8  |        |
| 2013/2014 – I liga                 | 1.      | 24     | 24-0  |        |
| 2014/2015 – Orlen Liga             | 9.      | 32     | 12-20 |        |
| 2015/2016 – Orlen Liga             | 12.     | 28     | 4-24  |        |
| 2016/2017 – Orlen Liga             | 14.     | 28     | 8-20  |        |
| 2017/2018 – Liga Siatkówki Kobiet  | 9.      | 28     | 12-16 |        |
| 2018/2019 – Liga Siatkówki Kobiet  | 12.     | 25     | 3-22  |        |

Poziom rozgrywek:
     najwyższy ogólnokrajowy
     drugi
     trzeci

## Kadra w sezonie 2019/2020
| Numer | Nazwisko           | Data ur.   | Wzrost | Pozycja      |
| ----- | ------------------ | ---------- | ------ | ------------ |
| 1.    | Izabela Klekot     | 21.01.1999 | 187    | rozgrywająca |
| 2.    | Olga Samul         | 20.03.1991 | 177    | libero       |
| 4.    | Monika Kacprzak    | 02.03.1999 | 186    | atakująca    |
| 5.    | Erika Salanciová   | 14.06.1991 | 186    | przyjmująca  |
| 6.    | Joanna Kapturska   | 04.07.1986 | 185    | atakująca    |
| 7.    | Julia Marcyjanik   | 02.10.2000 | 178    | przyjmująca  |
| 8.    | Emilia Piotrowska  | 08.01.2004 | 180    | środkowa     |
| 9.    | Karolina Szczygieł | 01.02.1996 | 177    | rozgrywająca |
| 10.   | Wolha Paulukouska  | 13.07.1988 | 174    | libero       |
| 11.   | Kamila Kobus       | 29.06.1999 | 186    | środkowa     |
| 13.   | Nikola Abramajtys  | 13.02.1997 | 185    | środkowa     |
| 17.   | Oliwia Błaszczyk   | 31.08.2002 | 174    | atakująca    |
| 20.   | Justyna Kędziora   | 29.09.2000 | 176    | przyjmująca  |
| 22.   | Monika Kawa        | 28.09.1996 | 184    | przyjmująca  |

- Trener: Łukasz Marciniak
- II trener, statystyk: Mikołaj Mariaskin

## Transfery
| Przychodzą                                               | Odchodzą                                               |
| Sezon 2019/2020                                          | Sezon 2019/2020                                        |
| -------------------------------------------------------- | ------------------------------------------------------ |
| trener Łukasz Marciniak – (SC Potsdam)                   | trener František Bočkay                                |
| Nikola Abramajtys – (AZS Politechnika Śląska Gliwice)    | Zuzanna Kucińska – (UKS Szóstka Mielec)                |
| Karolina Szczygieł – (WTS Solna Wieliczka)               | Kinga Kasprzak – (Volleyball Wrocław)                  |
| Izabela Klekot – (PWSZ Karpaty Krosno)                   | Olha Hejko                                             |
| Monika Kacprzak – (PTPS Piła)                            | Natalia Czapla                                         |
| Justyna Kędziora – (Grot Budowlani Łódź)                 | Anna Grzechnik                                         |
| Julia Marcyjanik – (Volleyball Wrocław)                  | Anastasija Tracz                                       |
| Olga Samul – (E.Leclerc Radomka Radom)                   | Emilia Oktaba                                          |
| Monika Kawa – (Ósemka Siedlce)                           | Katarzyna Zackiewicz                                   |
| Erika Salanciová – (AZS Politechnika Śląska Gliwice)     | Switłana Dorsman                                       |
| Joanna Kapturska – (E.Leclerc Radomka Radom)             | Koleta Łyszkiewicz                                     |
| Kamila Kobus – (PTPS Piła)                               | Justyna Wojtowicz                                      |
| Oliwia Błaszczyk – (SMS Ostrowiec Świętokrzyski)         | Wiktoria Rdzanek – (SMS Ostrowiec Świętokrzyski)       |
| Emilia Piotrowska – (SMS Ostrowiec Świętokrzyski)        |                                                        |
| Sezon 2018/2019                                          |                                                        |
| trener František Bočkay                                  | trener Adam Grabowski – (MKS Dąbrowa Górnicza)         |
| Wiktoria Rdzanek – (SMS Ostrowiec Świętokrzyski)         | Marta Biedziak – (Dauphines Charleroi)                 |
| Agnieszka Wołoszyn – (KS Energetyk Poznań)               | Koleta Łyszkiewicz – (Grot Budowlani Łódź)             |
| Paula Słonecka – (Trefl Proxima Kraków)                  | Natalia Skrzypkowska – (E.Leclerc Radomka Radom)       |
| Anna Grzechnik – (AZS Politechnika Śląska Gliwice)       | Magdalena Soter – (Volleyball Wrocław)                 |
| Anastasija Tracz – (AZS Politechnika Śląska Gliwice)     | Paulina Stroiwąs – (MKS Dąbrowa Górnicza)              |
| Olha Hejko – (Salihli Belediyespor)                      | Aleksandra Wańczyk – (MKS Energa Kalisz)               |
| Anastasija Sasz – (VfB 91 Suhl)                          | Joanna Ciesielczyk – (AZS Politechnika Śląska Gliwice) |
| Emilia Oktaba – (KS Energetyk Poznań)                    | Alicja Markiewicz – (Wisła Warszawa)                   |
| Zuzanna Kucińska – (Wisła Warszawa)                      | Katarzyna Szałankiewicz – (przerwa w karierze)         |
| Katarzyna Zackiewicz – (UNI Opole)                       | Magdalena Gryka – (SC Potsdam)                         |
| Switłana Dorsman – (Azərreyl Baku)                       | Agnieszka Wołoszyn                                     |
| Koleta Łyszkiewicz – (Grot Budowlani Łódź)               | Anna Miros – (MKS Energa Kalisz)                       |
| Natalia Czapla – (MGLKS Sobieski Oława)                  | Anastasija Sasz – (Minczanka Mińsk)                    |
| Kinga Kasprzak – (Hapoel Kefar Sawa)                     | Paula Słonecka – (PTPS Piła)                           |
| Sezon 2017/2018                                          |                                                        |
| trener Adam Grabowski – (KS Pałac Bydgoszcz)             | trener Dariusz Parkitny – (AZS Częstochowa)            |
| Anna Miros – (MKS Dąbrowa Górnicza)                      | Sava Thaka – (BK97 STOVA Spišská Nová Ves)             |
| Natalia Skrzypkowska – (BKS Profi Credit Bielsko-Biała)  | Aleksandra Jocić                                       |
| Justyna Wojtowicz – (Polski Cukier Muszynianka Muszyna)  | Roksana Brzóska – (Polski Cukier Muszynianka Muszyna)  |
| Agnieszka Rabka – (Polski Cukier Muszynianka Muszyna)    | Ewelina Polak – (Grot Budowlani Łódź)                  |
| Koleta Łyszkiewicz – (Polski Cukier Muszynianka Muszyna) | Julia Piotrowska – (Grot Budowlani Łódź)               |
| Alicja Markiewicz – (Enea PTPS Piła)                     | Zuzanna Czyżnielewska – (Grot Budowlani Łódź)          |
| Nicola Chruściel – (Młoda Liga))                         | Joanna Kapturska                                       |
| Magdalena Gryka – (Azerrail Baku)                        | Paulina Szpak – (LTS Legionovia Legionowo)             |
| Aleksandra Wańczyk – (BKS Profi Credit Bielsko-Biała)    | Kamila Colik – (Tauron MKS Dąbrowa Górnicza)           |
|                                                          | Zuzanna Urbańska                                       |
|                                                          | Agnieszka Rabka – (KS DevelopRes Rzeszów)              |
| Sezon 2016/2017                                          |                                                        |
| Wolha Paulukouska – (PTPS Piła)                          | Karolina Bednarek – (Trefl Sopot)                      |
| Delicia Pierre – (Bethune Wildcats)                      | Beata Mielczarek – (Trefl Sopot)                       |
| Sava Thaka – (Barleti Tirana)                            | Alicja Wójcik – (Trefl Sopot)                          |
| Zuzanna Czyżnielewska – (KS Pałac Bydgoszcz)             | Anna Korabiec – (LTS Legionovia Legionowo)             |
| Joanna Kapturska – (KS DevelopRes Rzeszów)               | Sandra Szczygioł – (Joker Świecie)                     |
| Paulina Stroiwąs – (KS Murowana Goślina)                 | Kinga Dybek – (Joker Świecie)                          |
| Kamila Colik – (MCKiS Jaworzno)                          | Zuzanna Pieczka – (Karpaty Krosno)                     |
| Magdalena Soter – (PSPS Chemik Police)                   | Angelika Bulbak –(Proxima Kraków)                      |
| NIS Spartak Subotnica)                                   | Delicia Pierre – (Bethune Wildcats)                    |
| Katarzyna Szałankiewicz – (MKS Dąbrowa Górnicza)         |                                                        |
| Sezon 2015/2016                                          |                                                        |
| Ewelina Polak – (Silesia Volley)                         | Sophie Godfrey – (VT Aurubis Hamburg)                  |
| Alicja Wójcik – (Joker Świecie)                          | Ralitsa Vasileva                                       |
| Julia Piotrowska – (Trefl II Sopot)                      | Klaudia Grzelak – (Legionovia Legionowo)               |
| Angelika Bulbak – (Nike Węgrów)                          | Aneta Duda – (Joker Świecie)                           |
| Beata Mielczarek – (Nike Węgrów)                         | Ewelina Tobiasz – (Budowlani Łódź)                     |
| Sandra Szczygioł – (Budowlani Toruń)                     | Joanna Kuligowska – (Pałac Bydgoszcz)                  |
| Roksana Brzóska – (Budowlani Toruń)                      | Kamila Ganszczyk – (MKS Dąbrowa Górnicza)              |
| Paulina Szpak – (Stod Volley)                            | Barbara Bawoł – (koniec kariery)                       |
| Anna Korabiec – (Pałac Bydgoszcz)                        | Katarzyna Brojek – (urlop macierzyński)                |
| Kinga Dybek – (Pałac Bydgoszcz)                          | Małgorzata Ścibisz – (urlop macierzyński)              |
| Zuzanna Pieczka – (Pałac Bydgoszcz)                      | Marta Wójcik                                           |
| Dorota Ściurka – (Budowlani Łódź)                        | Dominika Nowakowska – (Nike Węgrów)                    |
|                                                          | Alicja Stefańska                                       |
| Sezon 2014/2015                                          |                                                        |
| Marta Wójcik                                             | Natalia Piekarczyk – (MKS Dąbrowa Górnicza)            |
| Dominika Nowakowska – (Budowlani Toruń)                  | Kinga Hatala – (Polski Cukier Muszynianka)             |
| Joanna Kuligowska – (PTPS Piła)                          | Dorota Dydak – (MKS Gaudia Trzebnica)                  |
| Klaudia Grzelak – (SMS Sosnowiec)                        | Małgorzata Ślęzak – (ŁKS Łódź)                         |
| Ralitsa Vasileva – (OPE Rethymno)                        | Magdalena Soter – (Chemik Police)                      |
| Sophie Godfrey – (VT Aurubis Hamburg)                    | Iwona Kosiorowska – (koniec kariery)                   |
| Aneta Duda – (Karpaty Krosno)                            |                                                        |

## Znane zawodniczki
- Renata Gil – reprezentantka Polski, uczestniczka Mistrzostw Europy 1999
- Agata Mróz-Olszewska – reprezentantka Polski, dwukrotna mistrzyni Europy
- Roksana Wers – reprezentantka Polski, złota medalistka II Dywizja World Grand Prix
- Wolha Paulukouska – reprezentantka Białorusi, wielokrotna uczestniczka mistrzostw Europy
- Katarzyna Szałankiewicz – reprezentantka Polski w siatkówce plażowej, wielokrotna medalistka mistrzostw Polski, Europy i świata
- Anna Miros – reprezentantka Polski, mistrzyni Europy oraz srebrna medalistka igrzysk europejskich  Baku 2015
- Agnieszka Rabka – reprezentantka Polski, trzykrotna mistrzyni Polski
- Agnieszka Wołoszyn – reprezentantka Polski w siatkówce plażowej, wielokrotna medalistka mistrzostw Polski
- Kinga Kasprzak – reprezentantka Polski, wielokrotna medalistka mistrzostw Polski